# Anna Jaczewska-Kalicka
Anna Krystyna Jaczewska-Kalicka (ur. 1939, zm. 6 stycznia 2018) – polska doktor habilitowany nauk rolniczych, fitopatolog. Specjalizowała się w zagadnieniach z zakresu ekonomiki ochrony roślin i ochrony roślin. Wykładowca i profesor nadzwyczajny w  Instytucie Ochrony Roślin w Poznaniu, członek Zarządu Polskiego Towarzystwa Fitopatologicznego.

## Życiorys
Studiowała na Wydziale Ogrodniczym Szkoły Głównej Gospodarstwa Wiejskiego w Warszawie. Doktoryzowała się w 1985 roku w IOR na podstawie pracy zatytułowanej Ocena strat powodowanych przez mączniaka prawdziwego E. graminis na plantacjach pszenicy. Habilitację uzyskała w 1999 roku w tym samym Instytucie na podstawie rozprawy pt. Risk of damage to winter wheat by Pseudocercosporella herpotrichoides (Fron) Deighton, the causal agent of eyespot (tytuł alternatywny: Ryzyko strat plonu pszenicy ozimej powodowanych przez Pseudocercosporella herpotrichoides (Fron) Deighton, sprawcę łamliwości źdźbła). Postanowieniem Prezydenta Rzeczypospolitej Polskiej z dnia 10 września 2009 roku została odznaczona Złotym Krzyżem Zasługi.
Zmarła 6 stycznia 2018, pochowano ją w Korytnicy.  

## Wybrane publikacje naukowe
Anna Jaczewska-Kalicka jest autorką lub współautorką następujących publikacji naukowych:
- (2002): Grzyby patogeniczne dominujące w uprawie pszenicy ozimej w latach 1999-2001/The dominant pathogenic fungi on winter wheat in 1999-2001[7]
- (2004): Grain yield of winter wheat and its quality in relation to fungal disease development and climatic conditions in 2000–2003[8]
- (2007): Kierunki zmian produkcji zbóż w Polsce po integracji z Unią Europejską[9]
- (2007): The influence of pathogenic fungi and weather conditions on winter wheat yield[10]
- (2009): Czynniki decydujące o opłacalności chemicznej ochrony pszenicy ozimej[11]
- (2009): Perspektywy rozwoju ochrony zbóż w Polsce po przystąpieniu do Unii Europejskiej[12]
- (2009): Opłacalność produkcji zbóż w Polsce w warunkach globalizacji[13]